# Percy Daggs III
Percy Daggs III (20 luglio 1982) è un attore statunitense, meglio conosciuto per aver interpretato il ruolo di Wallace Fennel nella serie televisiva Veronica Mars.

## Biografia
Percy è inoltre apparso in diverse altre serie televisive come Boston Public, The Guardian, NYPD Blue e The Nightmare Room.
Sua sorella minore ha partecipato al programma televisivo di MTV Made come aspirante surfista.

## Filmografia parziale

### Cinema
- Blue Hill Avenue, regia di Craig Ross Jr. (2001)
- American Son, regia di Neil Abramson (2008)
- Veronica Mars - Il film (Veronica Mars), regia di Rob Thomas (2014)
- Restored Me, regia di Rhyan LaMarr (2016)

### Televisione
- Da un giorno all'altro (Any Day Now) - serie TV, un episodio (1998)
- To Have & To Hold - serie TV, un episodio (1998)
- Freaks and Geeks - serie TV, un episodio (2000)
- Boston Public - serie TV, 2 episodi (2002)
- NYPD - New York Police Department (NYPD Blue) - serie TV, un episodi (2002)
- In tribunale con Lynn (Family Law) - serie TV, un episodio (2002)
- The Nightmare Room - serie TV, episodio 1x10 (2002)
- The Guardian - serie TV, un episodio (2003)
- Veronica Mars - serie TV, 64 episodi (2004)
- Il gioco dell'amore (Casa Vita), regia di Ernie Barbarash - film TV (2016)

### Programmi televisivi
- Made su MTV (2004)